# العلاقات الأسترالية الألمانية
العلاقات الأسترالية الألمانية هي العلاقات الثنائية التي تجمع بين أستراليا وألمانيا.

## مقارنة بين البلدين
هذه مقارنة عامة ومرجعية للدولتين:
| وجه المقارنة                                              | أستراليا                                   | ألمانيا                                                                              |
| --------------------------------------------------------- | ------------------------------------------ | ------------------------------------------------------------------------------------ |
| المساحة (كم2)                                             | 7.69 مليون                                 | 357.41 ألف                                                                           |
| عدد السكان (نسمة)                                         | 24.51 مليون                                | 81.29 مليون                                                                          |
| الكثافة السكانية (ن./كم²)                                 | 3.19                                       | 227.44                                                                               |
| العاصمة                                                   | كانبرا، ملبورن                             | بون، برلين                                                                           |
| اللغة الرسمية                                             | لغة إنجليزية                               | اللغة الألمانية                                                                      |
| العملة                                                    | دولار أسترالي، جنيه إسترليني، جنيه أسترالي | يورو، مارك ألماني                                                                    |
| الناتج المحلي الإجمالي (بليون دولار)                      | 1.32 تريليون                               | 3.68 تريليون                                                                         |
| الناتج المحلي الإجمالي (تعادل القوة الشرائية) بليون دولار | 1.10 تريليون                               | 3.92 تريليون                                                                         |
| الناتج المحلي الإجمالي الاسمي للفرد دولار أمريكي          | 56.31 ألف                                  | 41.31 ألف                                                                            |
| الناتج المحلي الإجمالي للفرد دولار أمريكي                 | 45.92 ألف                                  | 46.40 ألف                                                                            |
| مؤشر التنمية البشرية                                      | 0.939                                      | 0.926                                                                                |
| رمز المكالمات الدولي                                      | +61                                        | +49                                                                                  |
| رمز الإنترنت                                              | .au                                        | .de                                                                                  |
| المنطقة الزمنية                                           |                                            | توقيت وسط أوروبا، ت ع م+01:00، ت ع م+02:00، توقيت أوروبا الوسطى المعياري (ت غ م +1) ‏ |

## مدن متوأمة
في ما يلي قائمة باتفاقيات التوأمة بين مدن أسترالية وألمانية:
- ترتبط واجا واجا مع نوردلينغن باتفاقية توأمة.

## منظمات دولية مشتركة
يشترك البلدان في عضوية مجموعة من المنظمات الدولية، منها:
| علم المنظمة | اسم المنظمة                               | تاريخ انضمام أستراليا | تاريخ انضمام ألمانيا |
| ----------- | ----------------------------------------- | --------------------- | -------------------- |
|             | مؤسسة التمويل الدولية                     | 20 يوليو 1956         | 20 يوليو 1956        |
|             | يونسكو                                    | 4 نوفمبر 1946         | 11 يوليو 1951        |
|             | مجموعة أستراليا                           | 1985                  | 1985                 |
|             | مجموعة الموردين النوويين                  | ?                     | ?                    |
|             | الوكالة الدولية للطاقة                    | ?                     | ?                    |
|             | مؤسسة التنمية الدولية                     | 24 سبتمبر 1960        | 24 سبتمبر 1960       |
|             | منظمة التعاون الاقتصادي والتنمية          | ?                     | 27 سبتمبر 1961       |
|             | المركز الدولي لتسوية المنازعات الاستشارية | 1 يونيو 1991          | 18 مايو 1969         |
|             | وكالة ضمان الاستثمار متعدد الأطراف        | 10 فبراير 1999        | 12 أبريل 1988        |
|             | منظمة حظر الأسلحة الكيميائية              | ?                     | 29 أبريل 1997        |
|             | الاتحاد الدولي للاتصالات                  | 27 مايو 1878          | 1866                 |
|             | الأمم المتحدة                             | 1 نوفمبر 1945         | 18 سبتمبر 1973       |
|             | المنظمة الهيدروغرافية الدولية             | ?                     | ?                    |
|             | منظمة الشرطة الجنائية الدولية             | ?                     | ?                    |
|             | مجموعة العشرين                            | ?                     | 26 سبتمبر 1999       |
|             | البنك الدولي للإنشاء والتعمير             | 5 أغسطس 1947          | 14 أغسطس 1952        |
|             | الاتحاد البريدي العالمي                   | ?                     | 1 يوليو 1875         |
|             | منظمة التجارة العالمية                    | ?                     | ?                    |
|             | الفريق المعني برصد الأرض                  | ?                     | ?                    |
|             | بنك التنمية الآسيوي                       | 1966                  | 1966                 |
|             | نظام تحكم تكنولوجيا القذائف               | 1990                  | 1987                 |
|             | منظمة الأغذية والزراعة                    | ?                     | 7 نوفمبر 1950        |

## أعلام
هذه قائمة لبعض الشخصيات التي تربطها علاقات بالبلدين:
- أوليفيا نيوتن جون (26 سبتمبر 1948[51][52][53] – )
- إريك بانا (9 أغسطس 1968[54] – )
- باز لورمان (17 سبتمبر 1962[55][56][57] – )
- بريان شميدت (24 فبراير 1967 – )
- بيير ليتبارسكي (لاعب كرة قدم ألماني، 16 أبريل 1960[58][59] – )
- جون كورنفورث (7 سبتمبر 1917[60][61][62] – 8 ديسمبر 2013[61][62][63])
- جون ماكسويل كويتزي (كاتب جنوب أفريقي، 9 فبراير 1940[64][65][66] – )
- جيوفري راش (6 يوليو 1951[67][68][69] – )
- راسل كرو (ممثل أسترالي ومنتج أفلام وموسيقي، 7 أبريل 1964[70][71][72] – )
- روبي كروز (لاعب كرة قدم أسترالي، 5 أكتوبر 1988[73] – )
- كريس هيمسوورث (ممثل أسترالي، 11 أغسطس 1983[74] – )
- كريس واتسون (9 أبريل 1867[75][76] – 18 نوفمبر 1941[75][76])
- ليام هيمسورث (ممثل أسترالي، 13 يناير 1990[77] – )
- مارك شوارزر (6 أكتوبر 1972[78] – )
- نادين آنجرير (لاعبة كرة قدم ألمانية، 10 نوفمبر 1978[79][80][81] – )

## وصلات خارجية
- موقع وزارة الخارجية الأسترالية
- موقع وزارة الخارجية الألمانية